# Tagab
Pour les autres significations, voir Tagab (district).
Tagab  est une ville d'Afghanistan, située à environ 1 322 mètres d'altitude, peuplée en 2007 de 6 628 habitants. Elle est le chef-lieu du district de Tagab, dans le Sud de la province de Kapisa.